# Orozimbo Nonato
Orozimbo Nonato da Silva (Sabará, 27 de dezembro de 1891 — Rio de Janeiro, 6 de novembro de 1974) foi um civilista brasileiro, presidente do Supremo Tribunal Federal.

## Biografia
Filho do major Raimundo Nonato da Silva e de Lídia Maria do Couto e Silva. Cursou o primário em Sabará, Minas Gerais, indo depois para Belo Horizonte. Depois de cursar humanidades, bacharelando-se em ciências jurídicas e sociais pela Faculdade de Direito de Minas Gerais, em 1911.
Exerceu a advocacia e iniciou a atividade pública em 1912, como Delegado de Polícia em Aiuruoca e Turvo e, posteriormente, Promotor de Justiça, nas cidades de Araçuaí e Entre Rios de Minas. Em 1913 foi Juiz Municipal em Visconde do Rio Branco e Entre Rios. De 1927 a 1930, eleito para o Conselho Deliberativo de Belo Horizonte, exerceu o cargo de secretário.
Nomeado Advogado-Geral do Estado, em 20 de dezembro de 1933, e desembargador do Tribunal de Apelação de Minas Gerais, em 2 de outubro de 1934, exercendo as respectivas funções até 19 de junho de 1940. Em seguida foi nomeado para o cargo de Consultor-Geral da República, que ocupou de 10 de julho de 1940 a 8 de maio de 1941.
Foi nomeado ministro do Supremo Tribunal Federal pelo presidente Getúlio Vargas, por decreto de 6 de maio de 1941, para a vaga decorrente da aposentadoria de Armando de Alencar, assumindo o cargo em 21 de maio. Foi eleito presidente do Supremo Tribunal Federal, na vaga decorrente da aposentadoria de José Linhares, assumindo o cargo em 30 de janeiro de 1956, sendo reeleito em 29 de janeiro de 1958.